# Martinus Willem Beijerinck

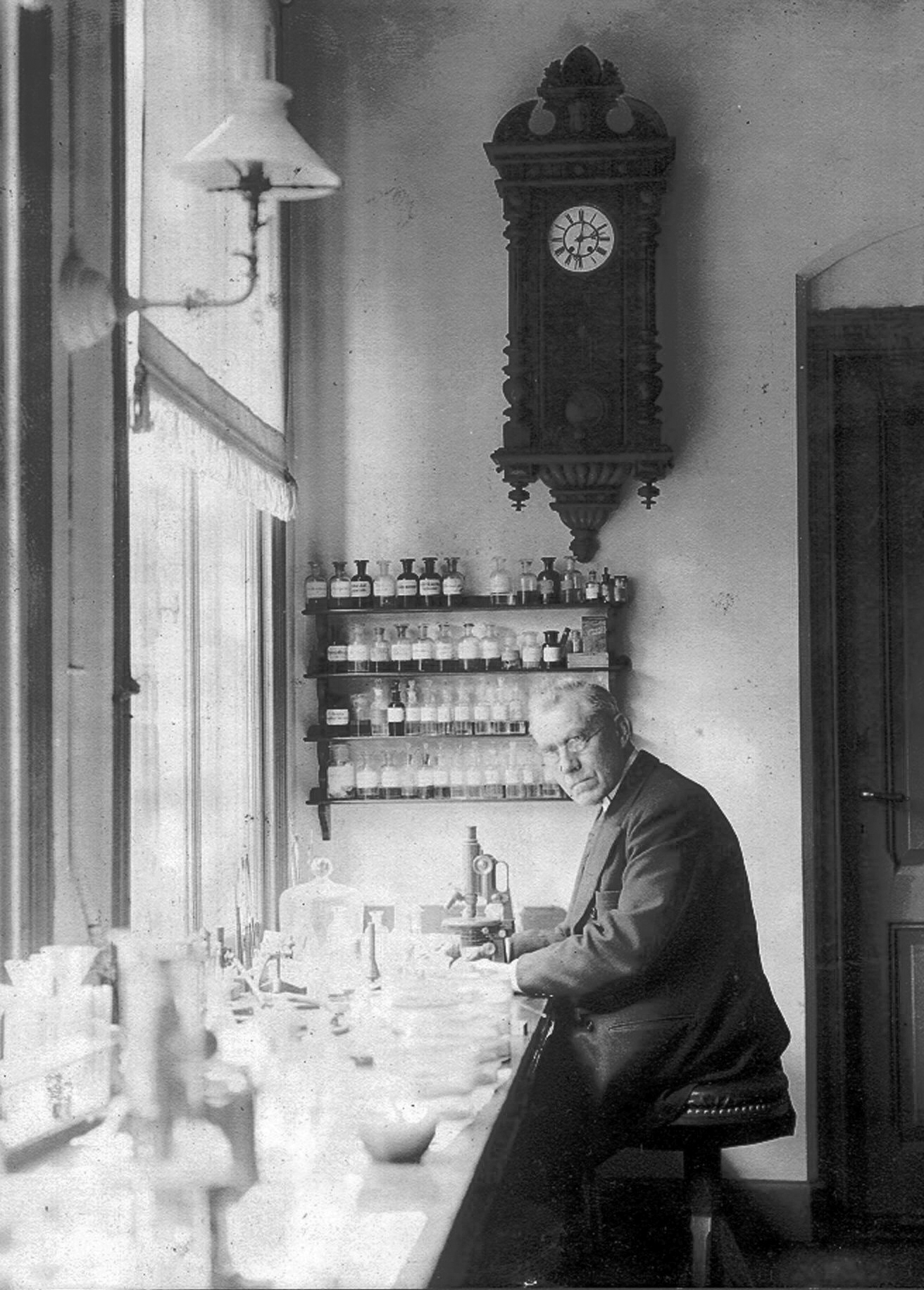
Martinus Willem Beijerinck

Martinus Willem Beijerinck, född 16 mars 1851 i Amsterdam, död 1 januari 1931 i Gorssel, var en nederländsk mikrobiolog.
Beijerinck blev filosofie doktor 1877 i Leiden på avhandlingen Bijdrage tot de morphologie der plantengallen, blev därefter lärare vid lantbruksskolan och statens högre borgarskola i Warffum, vid statens högre borgarskola i Utrecht och i statens lantbruksskola i Wageningen. Han tjänstgjorde vidare som vetenskaplig arbetare vid van Markens och Wallers spritfabrik i Delft. Från 1895 verkade han som professor vid polytekniska skolan där. 
Beijerinck utgav ett betydande antal vetenskapliga arbeten, vilka till största delen är publicerade i nederländska vetenskapsakademiens förhandlingar. Hans namn är knutet till flera upptäckter och intressanta iakttagelser inom bakteriologin. Han studerade ingående kvävebakterierna i jorden och upptäckte därvid 1901 Azolobacter chroococcum. Även en jästsvamp (Schizosaccharomyces octosporus) samt de äkta mjölksyrebakterierna, av honom kallade laktokocker och laktobaciller, var föremål för hans forskning. Hans upptäckt rörande jordbakteriernas näringsbetingelser och ljus- och svavelbakterier, hans iakttagelser över anaerobi och över de så kallade chemotaktiska eller aerotaktiska figurerna kom att ingå i de flesta större läroböcker i bakteriologi. 
Beijerinck stiftade 1911 den nederländska föreningen för biologi. Han var medarbetare i föreningens tidskrift "Folia microbiologica" och dess första nummer (1912) innehåller hans uppsats Mutation bei Mikroben.